# Synagoge Oberstein (Idar-Oberstein)
Die Synagoge in Oberstein, einem Ortsteil der Stadt Idar-Oberstein, wurde 1876 in der Straße Auf der Au (heutige Austraße 4) errichtet. Bei den Novemberpogromen 1938 wurde die Synagoge verwüstet und in Brand gesetzt. Die Stadt erwarb das Gebäude und baute es zur Luftschutzschule um. 1950 wurde die ehemalige Synagoge an einen Schmuckfabrikanten verkauft. 1972 wurde das Gebäude abermals verkauft, bis auf die Grundmauern abgetragen und ein Neubau an der Stelle errichtet.

## Synagoge

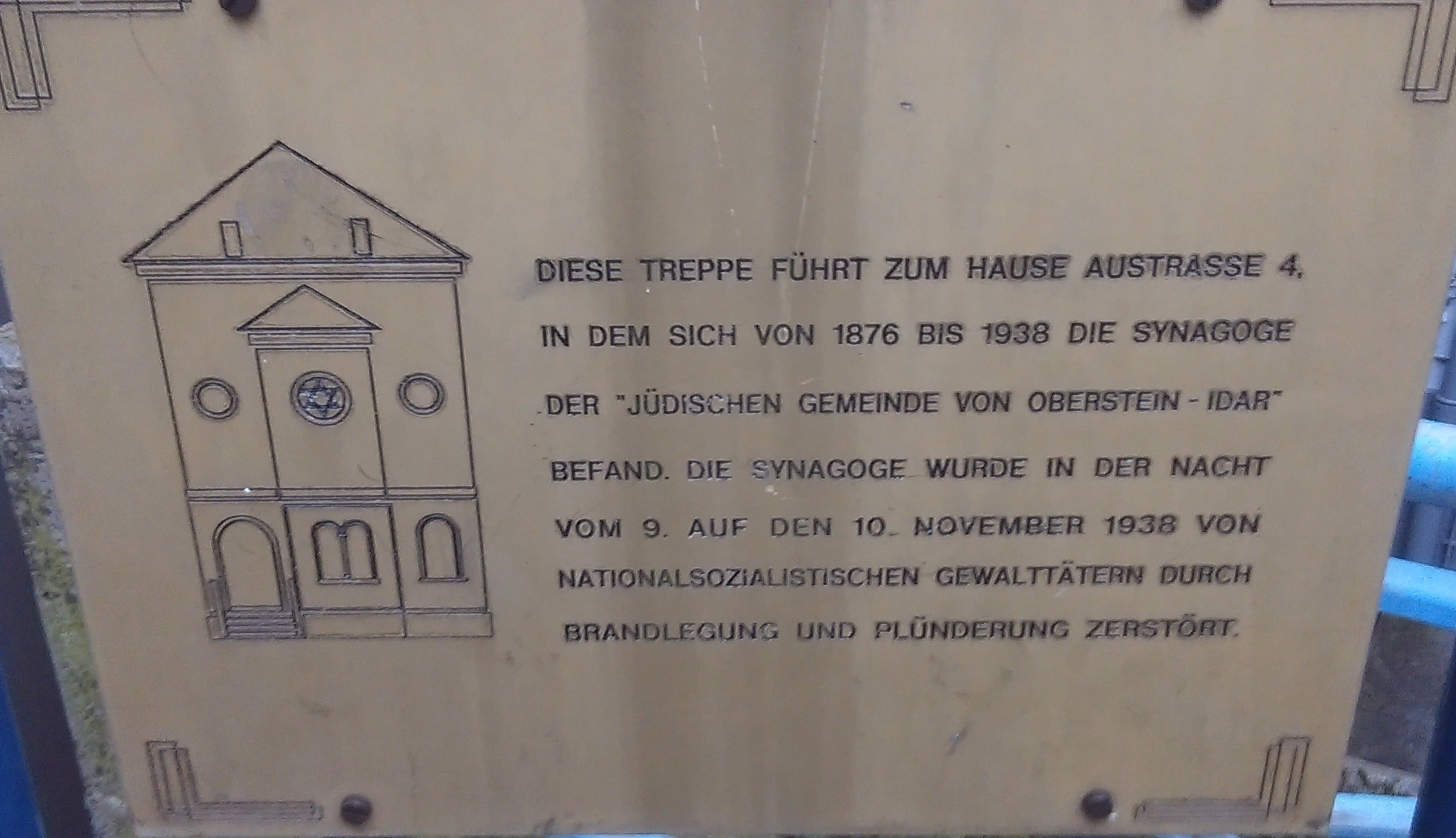
Gedenktafel an die Synagoge Oberstein

Erstmals wird eine Synagoge im Jahr 1780 erwähnt. Da die jüdische Gemeinde stark gewachsen war, wurde 1817 ein Bauantrag für eine neue Synagoge gestellt, der allerdings abgelehnt wurde. Die jüdische Gemeinde durfte 1819 einen Betsaal in einem größeren Gebäude einrichten. 1833 wollten die in Idar lebenden Juden, die bis dahin die Gottesdienste in Oberstein besucht hatten, einen eigenen Betsaal einrichten. Durch Vermittlung des Landesrabbiners Samuel Felsenstein konnte dies aber verhindert werden. Nachdem auch der bestehende Betsaal zu klein geworden war, begannen 1865 die Planungen für den Bau einer neuen Synagoge. 1876 wurde dann die Synagoge in der Straße Auf der Au (heutige Austraße 4) errichtet. Auf der Giebelseite hatte das Gebäude mittig einen Vorbau. Darin befanden sich im Erdgeschoss zwei Rundbogenfenster. Im oberen Teil des Vorbaus befand sich ein Rundfenster, in dessen Scheibe ein Davidstern abgebildet war. Auf der rechten und linken Seite des Vorbaus, auf gleicher Höhe auf der sich das Rundfenster des Vorbaus befand, befand sich ebenfalls je ein Rundfenster. Das Eingangsportal, das über eine Treppe erreichbar war, befand sich links vom Vorbau. Rechts vom Vorbau befand sich im Erdgeschoss ein großes Rundbogenfenster. 1926/27 erfolgte, anlässlich des 50-jährigen Bestehens der Synagoge, eine Renovierung.  Bei den Novemberpogromen 1938 zerstörten Mitglieder der SA und des NSKK die Inneneinrichtung der Synagoge und setzten sie in Brand. Da die Gefahr bestand, dass das Feuer auf die benachbarten Gebäude übergreifen könnte, wurde die Feuerwehr benachrichtigt, die den Brand löschte. Die Stadt kaufte im Anschluss das Gebäude für 5.000 Reichsmark, renovierte es und baute es um, da es als Luftschutzschule genutzt werden sollte. Nach 1945 wurde es erneut renoviert und die von der Stadt eingezogene Zwischendecke wieder entfernt. Nachdem das Gebäude 1950, im Zuge der Restitutionsverfahren, wieder an die jüdische Gemeinde übergegangen war, verkaufte diese es an einen Schmuckfabrikanten. 1972 wurde das Gebäude erneut verkauft, bis auf die Grundmauern abgetragen und ein neues Gebäude darüber errichtet. Heute erinnert eine Gedenktafel an der Treppe zu dem, 1972 errichteten Gebäude, an die Synagoge.

## Jüdische Gemeinde Oberstein
Erstmals 1602 werden Juden in Oberstein erwähnt. Die Herren von Oberstein hatten bereits im 16. Jahrhundert Juden die Erlaubnis zur Ansiedelung in Oberstein erteilt. Dagegen durften sich Juden in Idar erst ab 1794 niederlassen. Die Gemeinde, die zum Landrabbinat Birkenfeld gehörte, verfügte über eine private jüdische Elementarschule, an der zwischen 1895 und 1902 allerdings aus Mangeln an Schülern kein Unterricht stattfand. Die Gemeinde hatte einen Religionslehrer angestellt, der auch die Aufgaben des Vorbeters und Schochet innehatte. Die Verstorbenen wurden auf dem jüdischen Friedhof in Oberstein beigesetzt. In der jüdischen Gemeinde gab es den Israelitische Frauenverein, den Israelitische Bestattungsverein, den Verein gegen Wanderbettelei, den Jüdische Jugendverein sowie eine Ortsgruppe des Reichsbund jüdischer Frontsoldaten. Ab 1933, nach der Machtergreifung Adolf Hitlers, wurden die jüdischen Einwohner immer mehr entrechtet. Zudem kam es immer wieder zu antijüdischen Aktionen, die in den Novemberpogromen 1938 ihren Höhepunkt fanden. Dies hatte zur Folge, dass viele jüdische Familien die Gemeinde verließen. Einige Familien gelang es, nach Frankreich, in die Vereinigten Saaten, nach Palästina, in die Niederlande, nach England, in die Schweiz oder nach Brasilien zu emigrieren. 1943 erfolgte die Deportation der letzten Mitgliedern der jüdischen Gemeinde.

### Entwicklung der jüdischen Einwohnerzahl
| Jahr         | Juden | Jüdische Familien | Bemerkung                         |
| ------------ | ----- | ----------------- | --------------------------------- |
| 1750         | 60    |                   |                                   |
| 1781         | 68    |                   |                                   |
| 1808         | 44    |                   | Im Ortsteil Idar 24 Juden         |
| 1871         | 159   |                   | gesamte Bürgermeisterei Oberstein |
| 1890         | 64    |                   | Stadt Idar-Oberstein              |
| 1900         | 120   |                   | Stadt Idar-Oberstein              |
| 1905         | 154   |                   | Stadt Idar-Oberstein              |
| 1910         | 192   |                   | Stadt Idar-Oberstein              |
| 1933         | 130   |                   | Stadt Idar-Oberstein              |
| Mai 1939     | 61    |                   | Stadt Idar-Oberstein              |
| Oktober 1941 | 18    |                   | Stadt Idar-Oberstein              |
| 1944         | 2     |                   | Stadt Idar-Oberstein              |

Quelle: alemannia-judaica.de; jüdische-gemeinden.de
Das Gedenkbuch – Opfer der Verfolgung der Juden unter der nationalsozialistischen Gewaltherrschaft 1933–1945 und die Zentrale Datenbank der Namen der Holocaustopfer von Yad Vashem führen 65 Mitglieder der jüdischen Gemeinschaft Oberstein und Idar  (die dort geboren wurden oder zeitweise lebten) auf, die während der Zeit des Nationalsozialismus ermordet wurden.